# فالح عبد حاجم
فالح عبد حاجم (1 يوليو 1949 - 18 سبتمبر 2019) هو مهاجم كرة قدم عراقي لعب مع منتخب العراق لكرة القدم بين عامي 1969 و1971.ولعب مع نادي الديوانية.

## الأهداف الدولية
| رقم | تاريخ         | مكان             | الخصم  | نتيجة | نتيجة | منافسة |
| --- | ------------- | ---------------- | ------ | ----- | ----- | ------ |
| 1.  | 28 يناير 1971 | ملعب الشعب بغداد | الكويت | 1 –0  | 2-0   | ودي    |